# Ota Wićaz

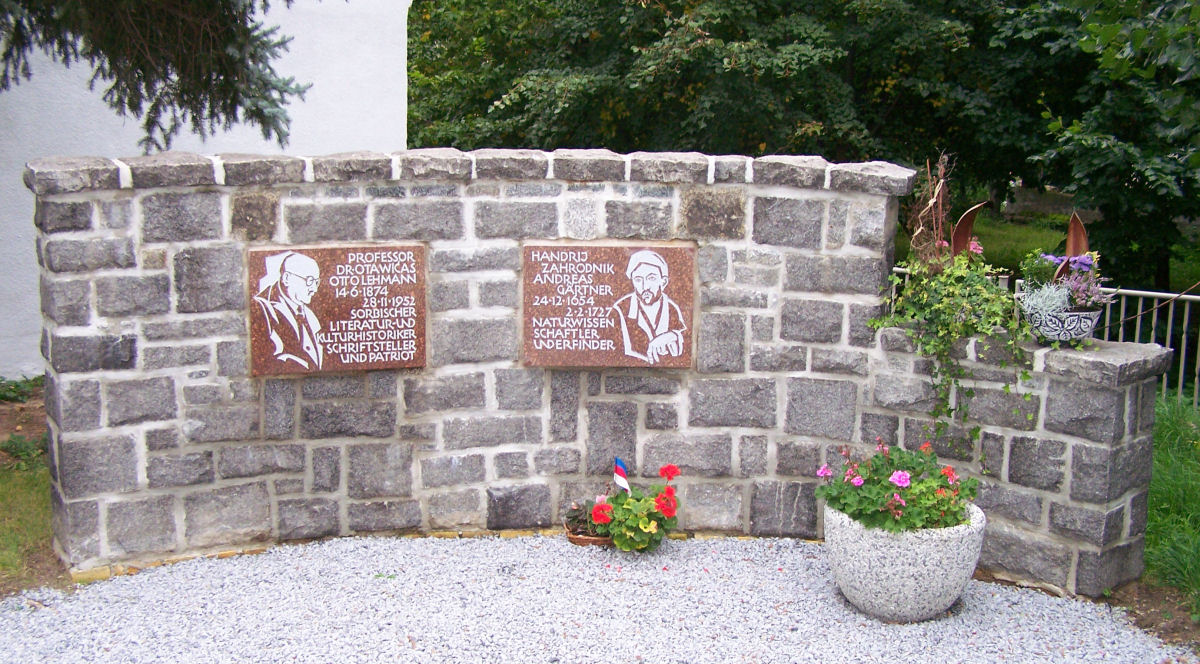
Denkmal für Ota Wićaz und Andreas Gärtner in Quatitz

Ota Wićaz (deutscher Name: Otto Lehmann; * 14. Juni 1874 in Quatitz; † 28. November 1952 in Stollberg) war ein sorbischer Literatur- und Kulturhistoriker und auch als Schriftsteller tätig.

## Leben
In der Lausitzer Predigergesellschaft war er Wendischer Bibliothekar und Spezial-Senior des Sorabicums, 1899 Pfarrvikar in Leipzig, ab 1900 Volksschullehrer in Rötha, Leipzig, Hochkirch, Dresden und Zschopau, 1902 Ausbilder am Lehrerseminar in Waldenburg und Bautzen. 1903 wurde er, was als antisorbische Maßnahme zu verstehen war, versetzt zum Lehrerseminar in Stollberg, wurde dort 1904 Seminar-Oberlehrer, 1914 Professor, 1920 Studienrat, 1922 Oberstudienrat, 1926 Studiendirektor und 1936 vorzeitig pensioniert. 1941 wurde er erneut zum Schuldienst herangezogen, aber 1943 wieder im Ruhestand versetzt. 1945 kam er erneut in den Schuldienst und 1949 endgültig in den Ruhestand.
Er war Herausgeber des Časopis Maćicy Serbskeje (ČMS) und von 1950 bis 1952 Redaktor der sorbischen Kulturzeitschrift Rozhlad.
1947 wurde er von der Universität Leipzig in Anerkennung seines Beitrages für die sorbische Literatur-Wissenschaft und Kulturgeschichte mit einem Ehrendoktorat ausgezeichnet.